# Spettroscopia di assorbimento saturo
In fisica atomica il termine assorbimento saturo indica una tecnica sperimentale che permette di determinare con precisione la frequenza di una transizione elettronica tra lo stato fondamentale ed un livello eccitato. In principio, la precisione delle normali tecniche di spettroscopia in assorbimento è limitata solamente dalla larghezza naturale della transizione, ovvero dall'inverso della durata di vita del livello eccitato. Tuttavia, gli esperimenti sono principalmente condotti su vapori atomici a temperatura ambiente, dove la larghezza in frequenza della transizione è ulteriormente allargata dall'effetto Doppler. L'assorbimento saturo permette di ottenere una precisione maggiore, senza la necessità di raffreddare i vapori atomici a temperature in cui l'effetto Doppler sia trascurabile (ovvero nell'ordine di grandezza del mK).
Questa tecnica è frequentemente utilizzata negli esperimenti di fisica atomica per bloccare la frequenza d'emissione di un laser sulla frequenza di una transizione atomica.

## Allargamento Doppler dello spettro d'assorbimento
Secondo la teoria sull'interazione tra un campo elettromagnetico ed un atomo, l'assorbimento della radiazione luminosa dipende dalla frequenza dei fotoni incidenti. Più precisamente lo spettro d'assorbimento è una funzione lorentziana centrata sulla frequenza di una determinata transizione {\displaystyle \omega _{0}} (che è ciò che si cerca di misurare) e la cui larghezza  {\displaystyle \Gamma /2} dipende dalla durata di vita del livello eccitato.
Tuttavia, in un vapore atomico a temperatura {\displaystyle T}, la distribuzione in velocità degli atomi segue la statistica di Maxwell-Boltzmann:
{\displaystyle n(v)dv={\frac {Nm}{\sqrt {2\pi k_{B}T}}}e^{-{\frac {mv^{2}}{2k_{B}T}}}dv}
dove {\displaystyle N} è il numero totale d'atomi, {\displaystyle k_{B}} la costante di Boltzmann ed {\displaystyle m} la massa degli atomi.
Secondo l'effetto Doppler (nel caso non relativistico), la frequenza di risonanza nel sistema di riferimento del laboratoire {\displaystyle \omega _{lab}} dipende dalla frequenza di risonanza a riposo {\displaystyle \omega _{0}} e dalla velocità {\displaystyle v} dell'atomo:
{\displaystyle \omega _{lab}=\omega _{0}(1\pm {\frac {v}{c}})}
dove {\displaystyle c} è la velocità della luce. Inserendo questa espressione per le velocità nella distribuzione di Maxwell-Boltzmann, si ottiene per la risposta in frequenza dell'atomo una distribuzione normale centrata in {\displaystyle \omega _{0}} e di larghezza a mezza altezza:
{\displaystyle \Delta \omega _{lab}=2\omega _{0}{\sqrt {2\ln(2){\frac {k_{B}T}{mc^{2}}}}}}
Normalmente questo termine è ordini di grandezza superiore a {\displaystyle \Gamma /2}. Effettuando quindi una spettroscopia di assorbimento a temperatura ambiente, la risoluzione sarà limitata quindi da questo allargamento più che dalla larghezza naturale della transizione.
Va notato che riducendo la temperatura non è possibile liberarsi completamente di questo effetto. In maniera più precisa quindi, anche a basse temperature, il profilo di assorbimento sarà dato dalla convoluzione tra il profilo gaussiano e il profilo lorentziano (il risultato è chiamato funzione di Voigt).

## Principi dell'assorbimento saturo
Per ovviare a questo problema si utilizza una tecnica comune a molteplici ambiti dalla fisica sperimentale: un esperimento pump-probe (pompa-sonda). 
Un primo fascio laser, detto fascio di pompa, con intensità paragonabili o superiori all'intensità di saturazione per la transizione viene inviato sul vapore atomico, mentre un secondo fascio, detto di sonda, si propaga in direzione opposta ma alla stessa frequenza del primo.
Nonostante i due fasci abbiano la stessa lunghezza d'onda, essi sono indirizzati a due differenti classi di velocità. 
Si supponga infatti che la luce si propaghi lungo l'asse {\displaystyle +z} e che la frequenza del laser di pompaggio sia disaccordata, per esempio, sul rosso della transizione atomica. Grazie all'effetto Doppler, per gli atomi che si muovono verso la sorgente luminosa (ovvero in direzione {\displaystyle -z}) la lunghezza d'onda dei fotoni sarà spostata verso il blu, e quindi verso la risonanza. Al contrario, per gli atomi che si muovono nella stessa direzione dei fotoni {\displaystyle +z} la frequenza risulterà ancora più distante dalla risonanza. Per il laser sonda valgono gli stessi argomenti.
I due fasci laser quindi non ecciteranno mai lo stesso atomo, dato che si propagano in direzioni opposte. Tuttavia, nel caso il disaccordo sia nullo, i due fasci saranno risonanti allo stesso tempo per gli atomi con velocità dirette perpendicolarmente rispetto ai fotoni. Dal momento che il fascio di pompa possiede una notevole intensità, esso satura la transizione per questa classe di atomi, mentre il fascio di sonda induce dell'emissione stimolata da parte di questi stessi atomi. Effettuando una scansione della frequenza del laser attorno al valore della frequenza della transizione, si osserva quindi una riduzione dell'assorbimento in prossimità della risonanza. In condizioni ottimali, i picchi di risonanza che si osservano utilizzando questa tecnica hanno una larghezza pari alla larghezza naturale della transizione.